# Corvus caurinus
Il corvo del nordovest o cornacchia del nordovest (Corvus caurinus Baird, 1858) è un uccello passeriforme della famiglia Corvidae.

## Etimologia
Il nome scientifico della specie, caurinus, deriva dal latino caurus, indicante il vento di nord-ovest nella rosa dei venti classica.

## Descrizione

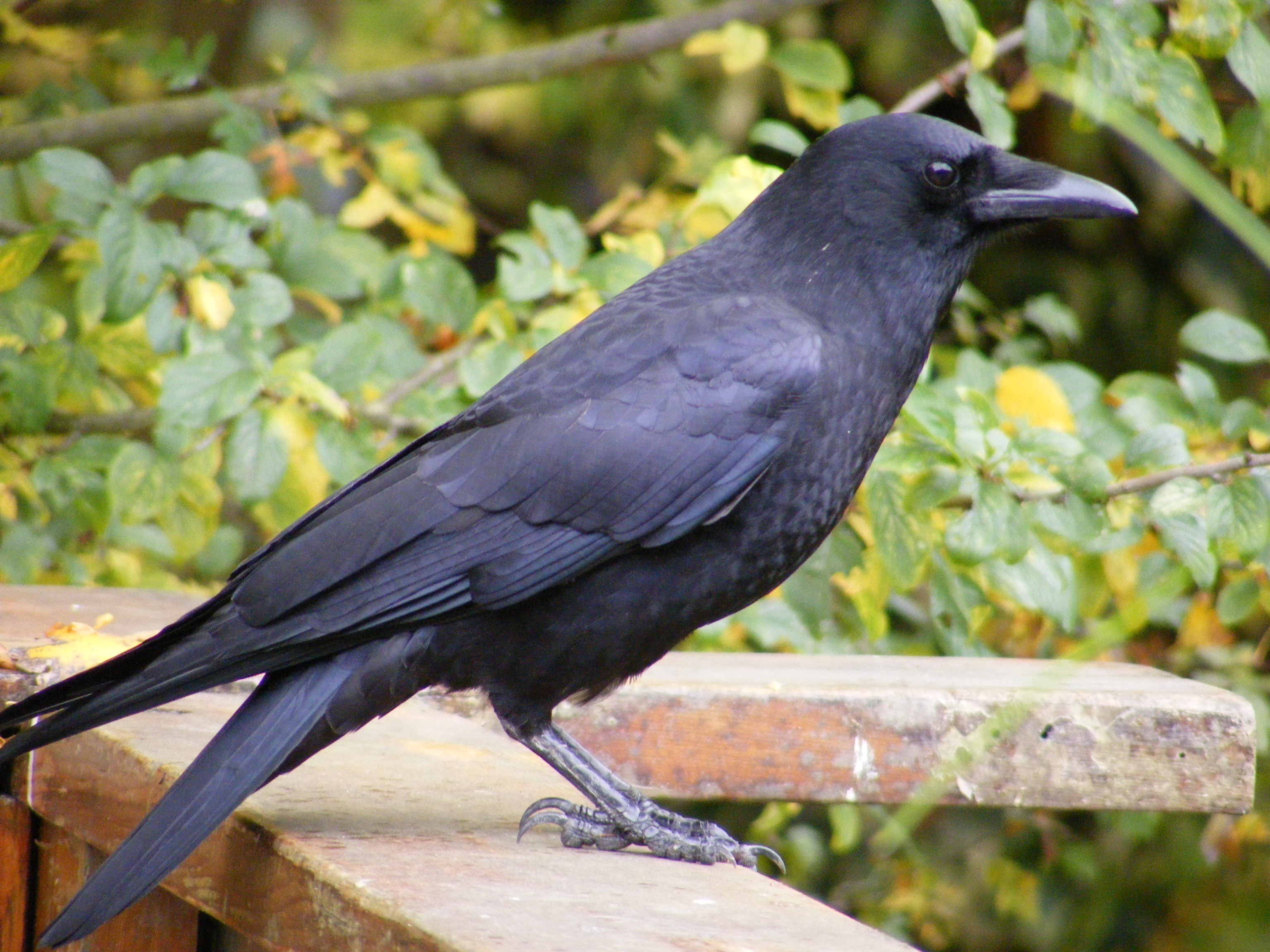
Esemplare in natura.

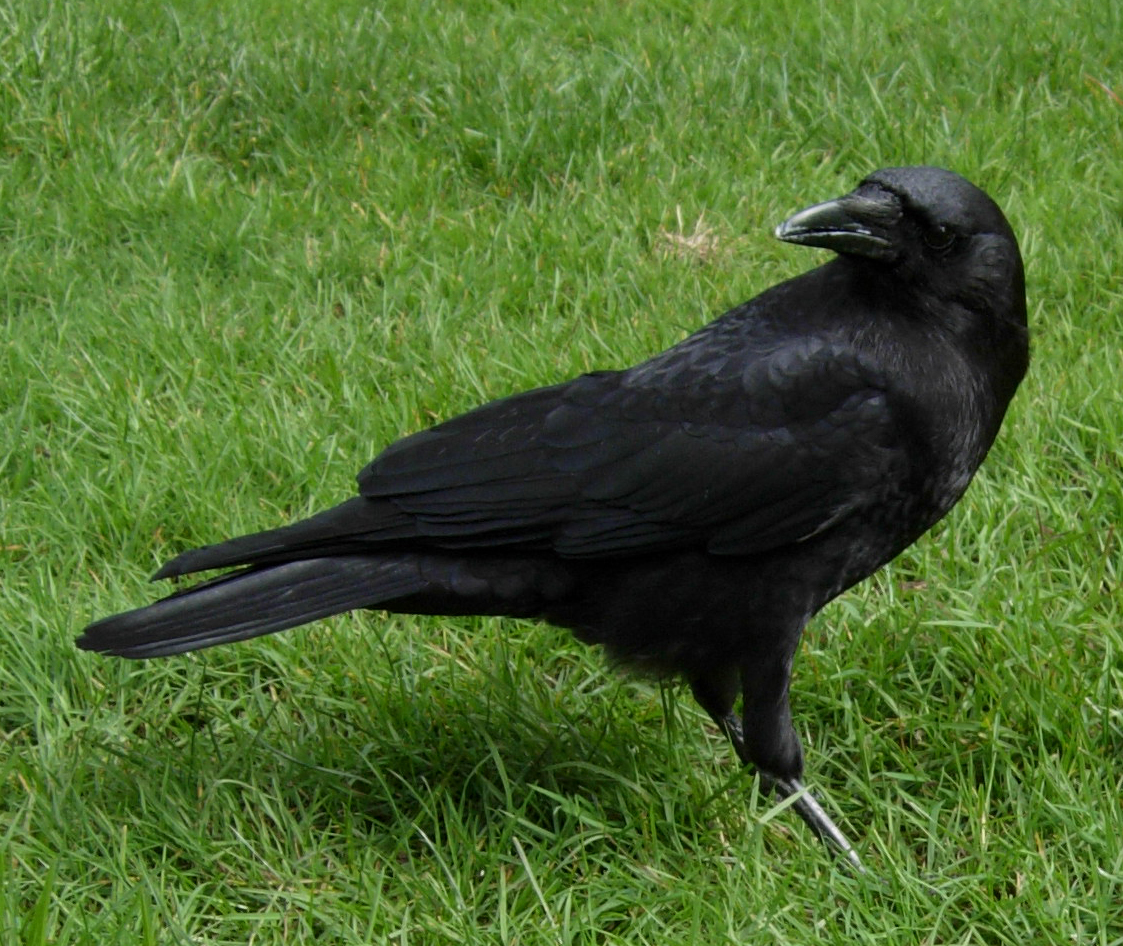
Esemplare al suolo in Columbia Britannica.

### Dimensioni
Misura 42–45 cm di lunghezza, per 340-458 g di peso: a parità d'età, i maschi sono più grossi e pesanti rispetto alle femmine anche di un terzo.

### Aspetto
Si tratta di uccelli dall'aspetto robusto e slanciato, muniti di testa squadrata con fronte sfuggente, becco conico appuntito e dalla punta lievemente adunca, collo robusto, lunghe ali digitate, zampe forti e coda di media lunghezza. Nel complesso, la cornacchia del nordovest risulta quasi del tutto identico all'affine (e secondo alcuni conspecifica) cornacchia americana, rispetto alla quale presenta dimensioni medie lievemente inferiori, ali e zampe più corte in proporzione, oltre che becco più robusto e coda più lunga e dall'estremità squadrata anziché cuneiforme.
Il piumaggio si presenta interamente di colore nero lucido, con presenza di riflessi metallici che sono di colore purpureo su testa, petto e ventre e più tendente al verde-bluastro su dorso, ali e coda: tali riflessi risultano particolarmente evidenti quando l'animale è in piena luce.

I due sessi non presentano alcuna differenza nella colorazione.
Il becco e le zampe sono di colore nero: gli occhi sono invece di colore bruno scuro.

## Biologia

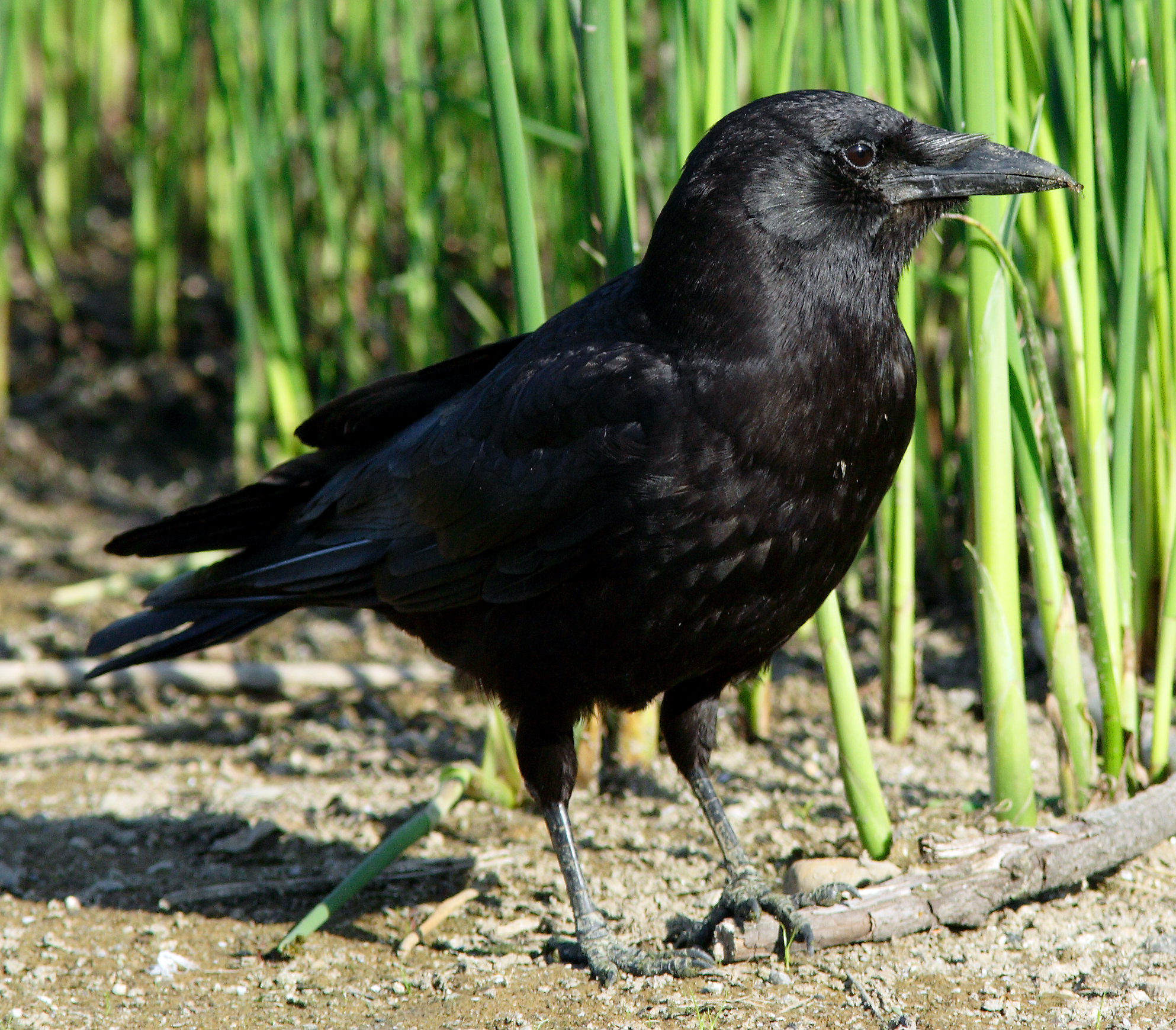
Esemplare al suolo a Vancouver.

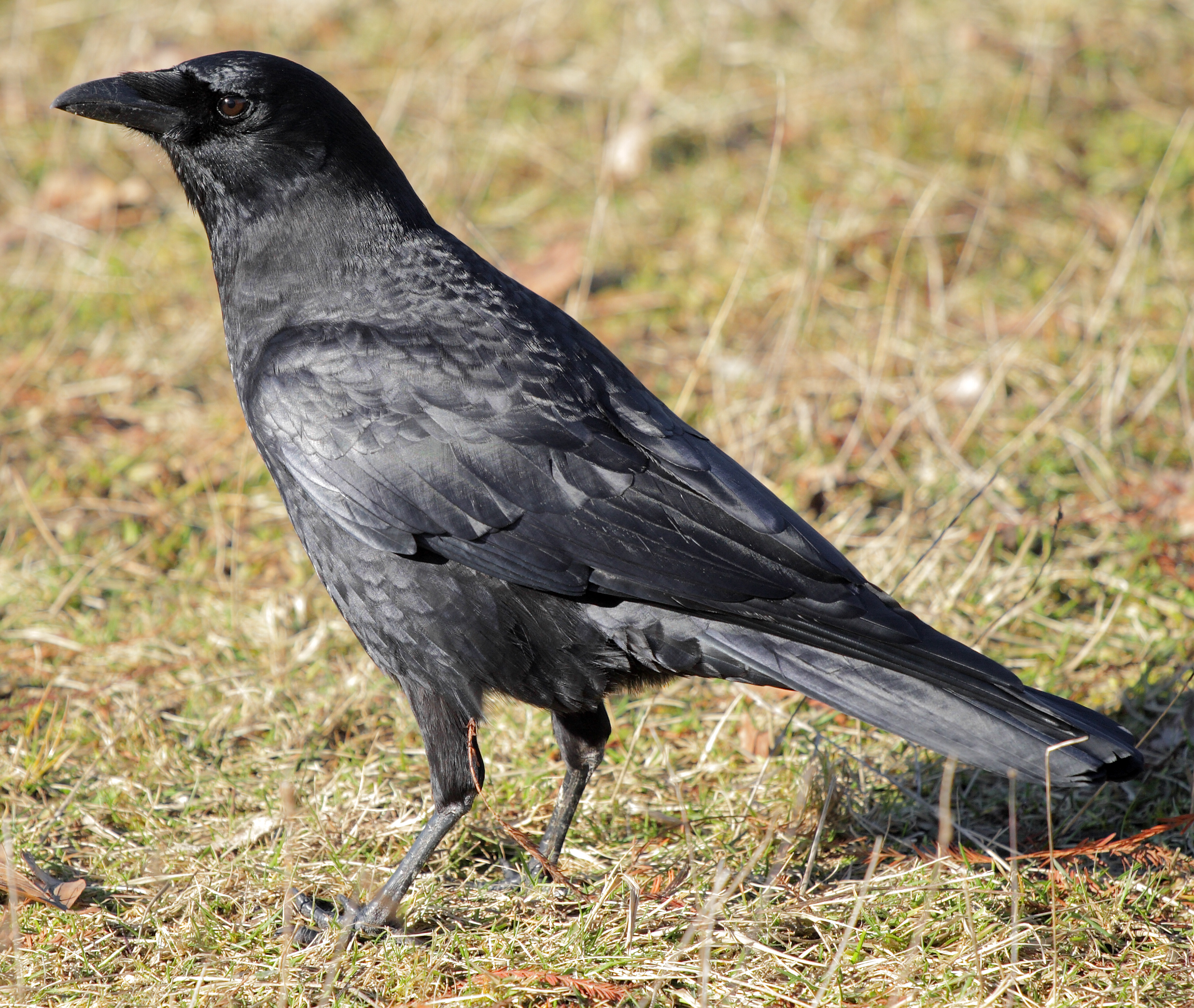
Esemplare al suolo.

La cornacchia del nordovest è un uccello dalle abitudini di vita essenzialmente diurne e moderatamente gregarie: questi uccelli, infatti, vivono generalmente in coppie o in gruppetti familiari (formati da una coppia riproduttrice e dai figli di una o due covate precedenti), che in corrispondenza di fonti abbondanti di cibo si trovano a convivere con unità analoghe formando stormi anche consistenti. All'interno di questi ultimi si definisce ben presto una gerarchia che vede i maschi dominanti sulle femmine e le femmine dominanti sui giovani: dopo aver passato la maggior parte della giornata alla ricerca di cibo sulla costa o a poca distanza da essa, nel pomeriggio i gruppi si spostano verso gli alberi sul limitare dei boschi, sugli edifici o sulle scogliere, in ogni caso in luoghi sopraelevati e possibilmente isolati con buona visuale sul territorio circostante, per poter passare la notte al riparo dalle intemperie o da eventuali predatori. Una volta sugli alberi, le cornacchie del nordovest dedicano molto tempo alla socializzazione, praticando il grooming e (soprattutto i giovani esemplari) forme di gioco, come ad esempio voli acrobatici con picchiate ed oggetti lasciati cadere e recuperati in volo.
Il richiamo della cornacchia del nordovest è acuto, aspro e gracchiante: esso viene ripetuto varie volte di fila, ed assume tonalità ed intensità più o meno forte a seconda dell'eccitazione del soggetto che lo emette. 

### Alimentazione

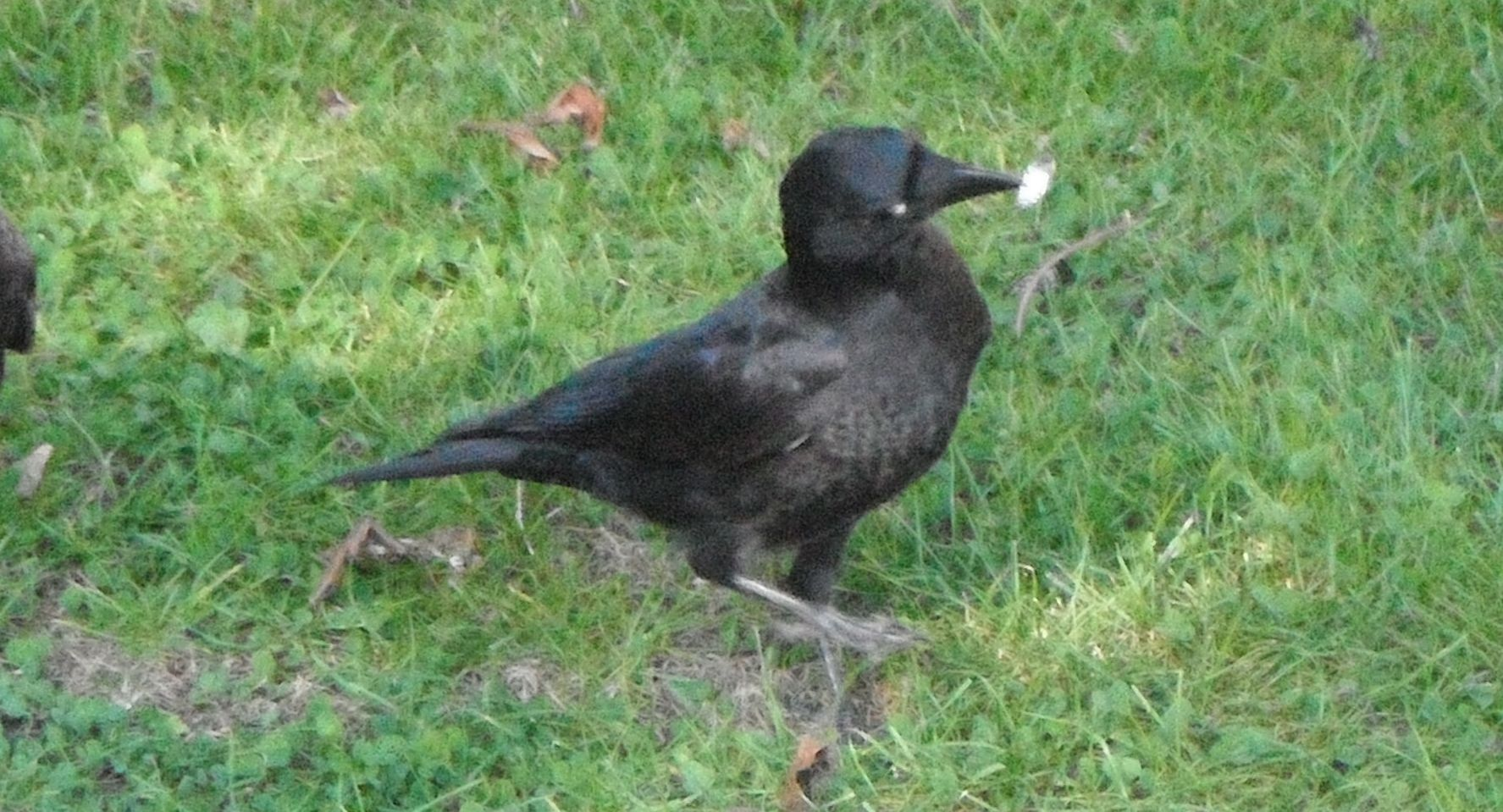
Esemplare si ciba al suolo.

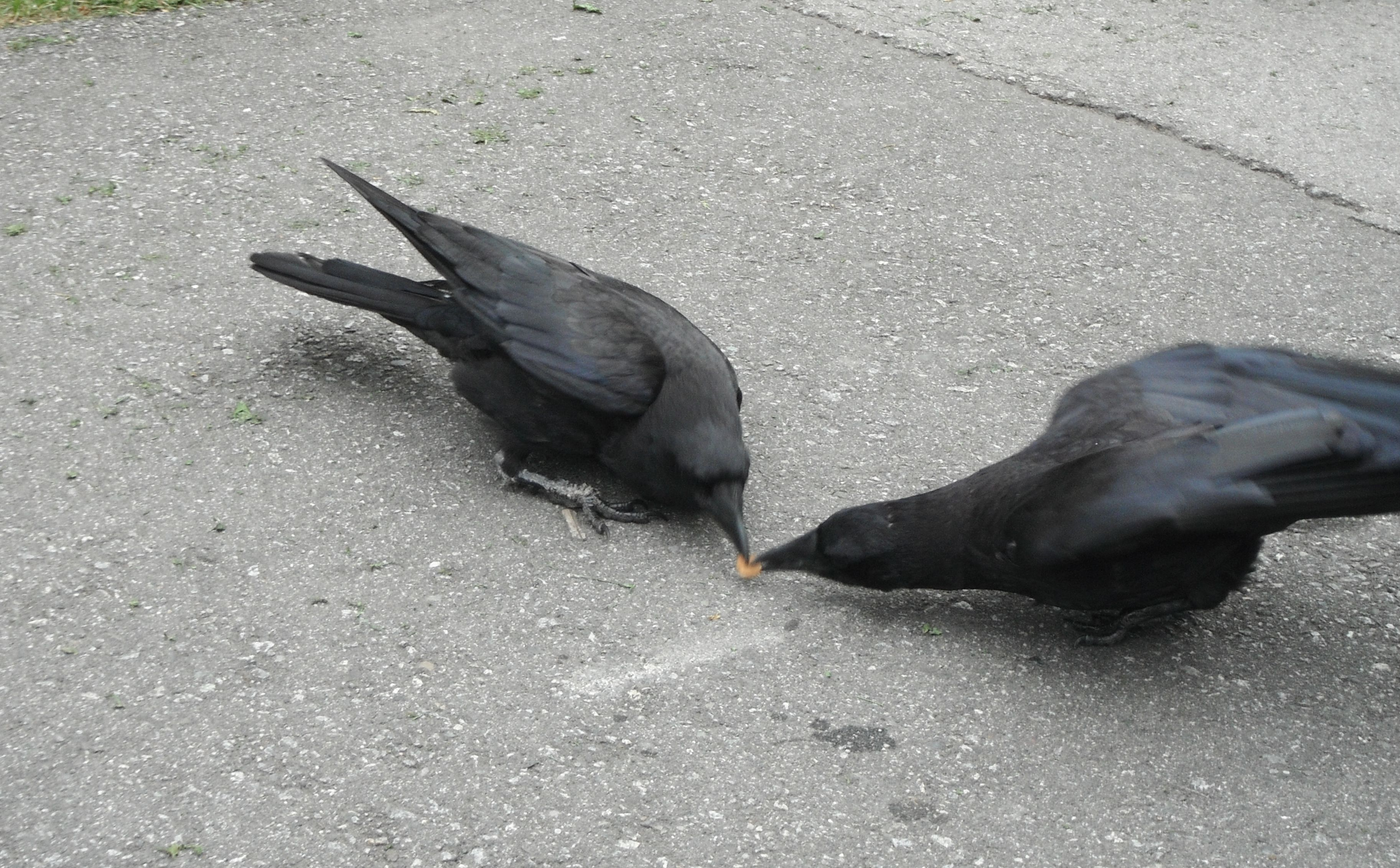
Due esemplari condividono il cibo.

La cornacchia del nordovest è un uccello onnivoro e molto opportunista, che si ciba virtualmente di qualsiasi cosa riesca a reperire durante la ricerca del cibo.
La dieta di questi animali comprende una grande varietà di alimenti, sia di origine vegetale che animale (frutti di mare, invertebrati e piccoli vertebrati), con preponderanza dei secondi sui primi.

Fra i cibi di origine vegetale consumati da questi uccelli prevalgono i mirtilli, ma vengono mangiati anche altri frutti di bosco, bacche, frutta, semi e granaglie quando reperibili.

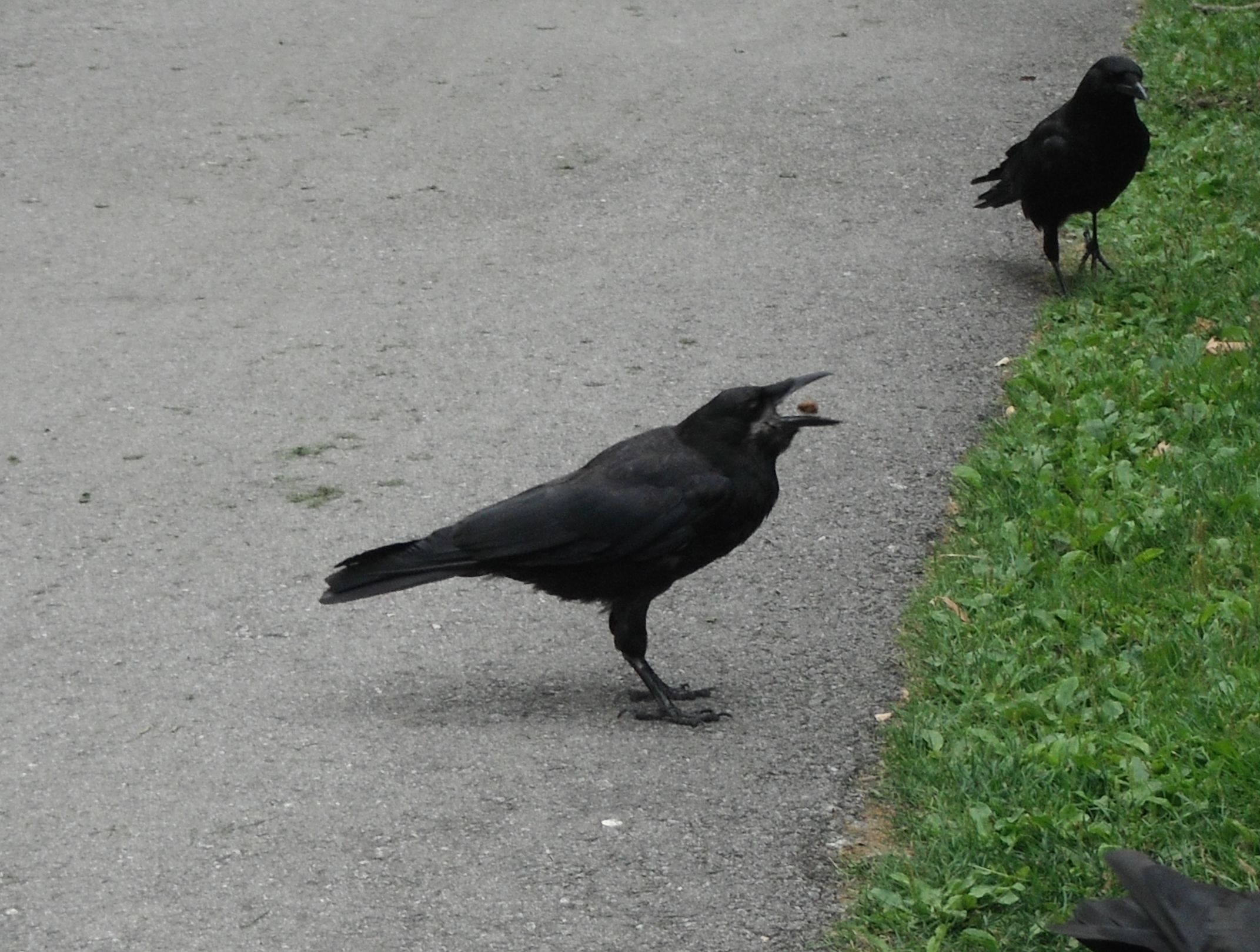
Esemplare intento a cibarsi al suolo.

Il cibo di origine animale viene invece reperito principalmente nelle pozze di marea; qui le cornacchie del nordovest predano principalmente frutti di mare come vongole (che rappresentano gran parte della loro dieta), crostacei, ricci di mare e dollari della sabbia. Per avere ragione dei rigidi involucri delle prede, le cornacchie del nordovest sono solite portarle nel becco in volo ad una certa altezza, per poi lasciarle cadere al suolo e cibarsene: la stessa operazione viene utilizzata con le noci ed altra frutta a guscio. Questi uccelli si cibano inoltre di carcasse reperite su spiagge e pozze di marea, e depredano i nidi (anche di cormorani e falco pellegrino) di uova e nidiacei: nelle aree antropizzate, essi sono assidui frequentatori delle discariche, e rimouvono minuziosamente gli insetti morti dai parabrezza.
Similmente a molti altri corvidi, anche la cornacchia del nordovest è solita conservare parte del cibo in surplus in piccole nicchie ricavate nella vegetazione o fra le rocce, avendo cura di ricoprirlo con sassolini e muschio. Questi uccelli conservano il cibo (che è molto deperibile) solo per poco tempo,  andando a recuperarlo solitamente il giorno dopo averlo depositato: l'attività di conservazione del cibo è osservabile soprattutto durante il periodo riproduttivo, quando esso viene utilizzato per nutrire gli esemplari in cova o i nidiacei.

### Riproduzione
Si tratta di uccelli monogami, la cui stagione riproduttiva si estende da aprile alla fine di luglio. Le coppie in amore divengono territoriali, difendendo un territorio tendenzialmente fidelizzato negli anni di circa mezzo ettaro da eventuali intrusi: ciononostante, i nidi tendono ad essere raggruppati nella stessa area, e (come del resto numerose specie di corvidi) anche in questa specie sono osservabili (solitamente nel 20% dei casi) dei collaboratori nella difesa del territorio di cova e nell'allevamento della prole, generalmente un singolo esemplare figlio della coppia riproduttiva.

Durante il periodo degli amori, la gerarchia classica interna ai gruppi (dove i maschi sono dominanti sulle femmine, a loro volta dominanti sui giovani) risulta alterata: i giovani aiutanti della coppia sono subordinati ad ambedue i partner/genitori, ma a loro volta mostrano dominanza nei confronti di qualsiasi intruso conspecifico, sia esso un giovane o un adulto.
Prima dell'accoppiamento, il maschio si accovaccia col becco rivolto verso il basso, frullando ali e coda verso il suolo mentre mostra la membrana nittitante: la femmina mostra la sua disponibilità effettuando gli stessi movimenti, ma muovendo la coda più rapidamente e lateralmente, permettendo al compagno di montarla.

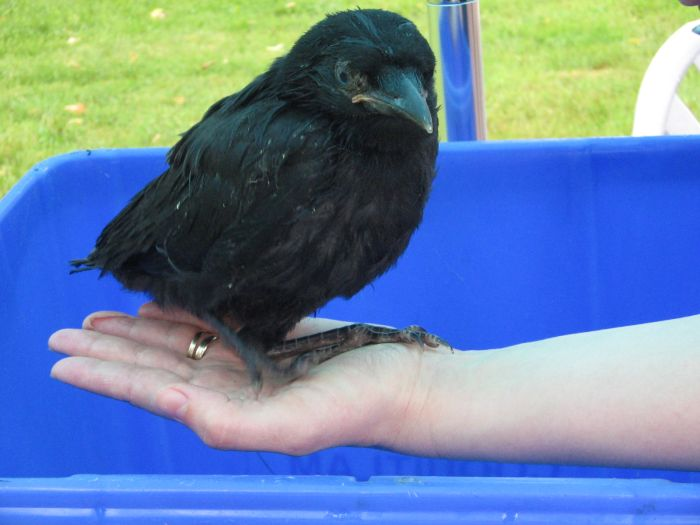
Giovane esemplare reperito da un nido depredato da una poiana codarossa.

Il nido viene costruito in un sito scelto dalla femmina, generalmente su un albero oalla base di esso, fra l'erba alta o in un roveto: alla sua costruzione collaborano ambedue i partner intrecciando rametti, steli d'erba e licheni a formare una coppa grossolana, foderata internamente con terriccio, piume e pelo animale.

Al suo interno, la femmina depone 3-6 uova lucide azzurrine con maculatura bruna, che provvede a covare da sola (col maschio che si occupa di reperire il cibo e, eventualmente coadiuvato dall'aiutante, di difendere i dintorni del nido dagli intrusi) per circa 18 giorni, al termine dei quali schiudono pulli ciechi ed implumi.

I nidiacei vengono alimentati da ambedue i genitori e, quando presente, anche dall'aiutante: essi cominciano ad affacciarsi dal nido attorno ai 10-14 giorni di vita, ma non s'involano prima del mese e non lasciano definitivamente il nido prima dei 50 giorni. Una volta lasciato il nido, i giovani continuano ad essere imbeccati dai propri parenti (sebbene in maniera sempre più sporadica man mano che crescono), che inoltre si occupano di proteggerli, fino a due mesi e mezzo d'età. Una volta affrancatisi dai genitori, i giovani formano dei gruppi che si associano agli adulti, seguendoli nei loro spostamenti e beneficiando della loro esperienza per ottenere il cibo.
La maturità sessuale viene raggiunta attorno ai 15-20 mesi di vita: la speranza di vita di questi uccelli in natura si aggira attorno ai 12-17 anni d'età.

## Distribuzione e habitat

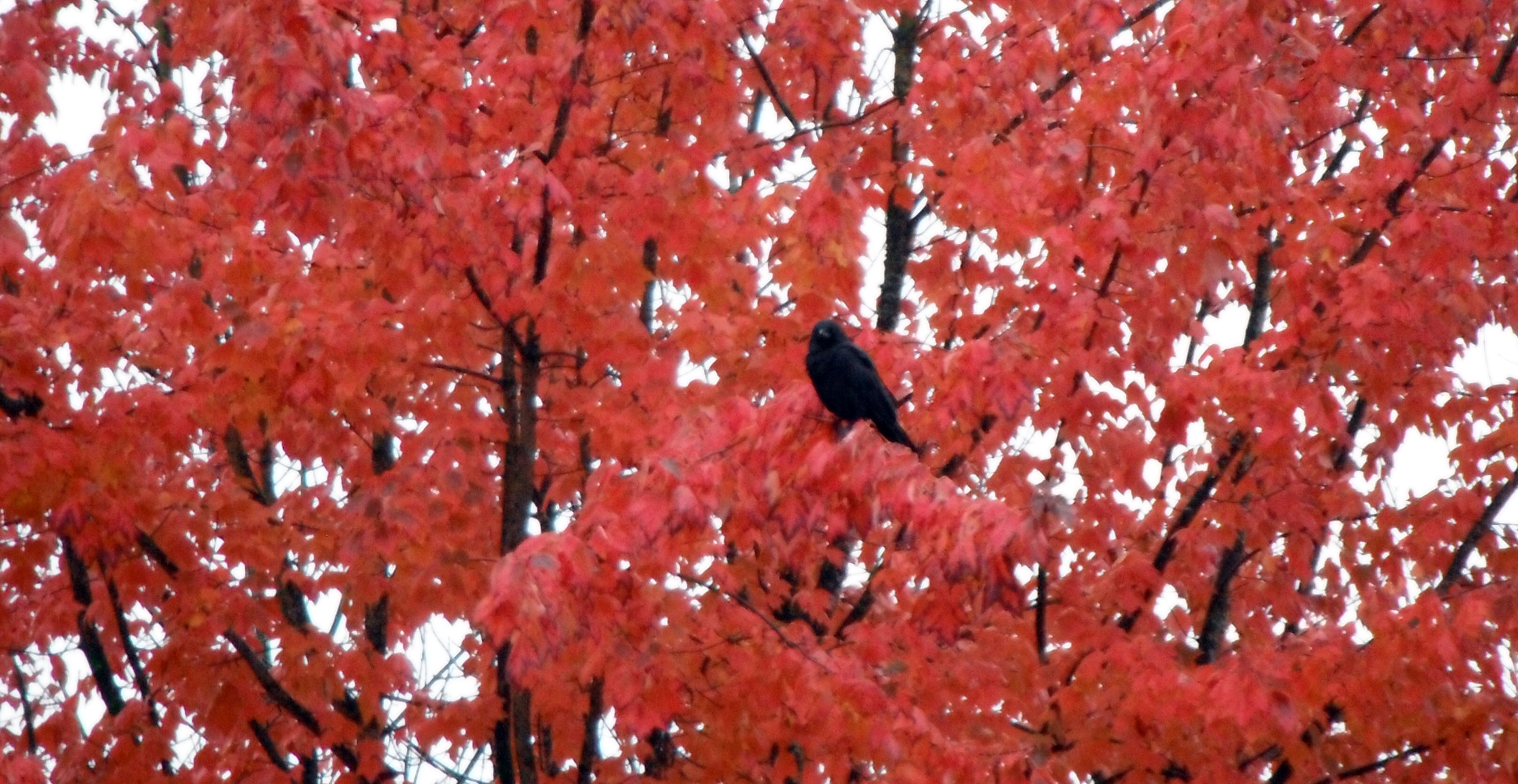
Esemplare su un albero al confine tra il Canada e gli Stati Uniti d'America.

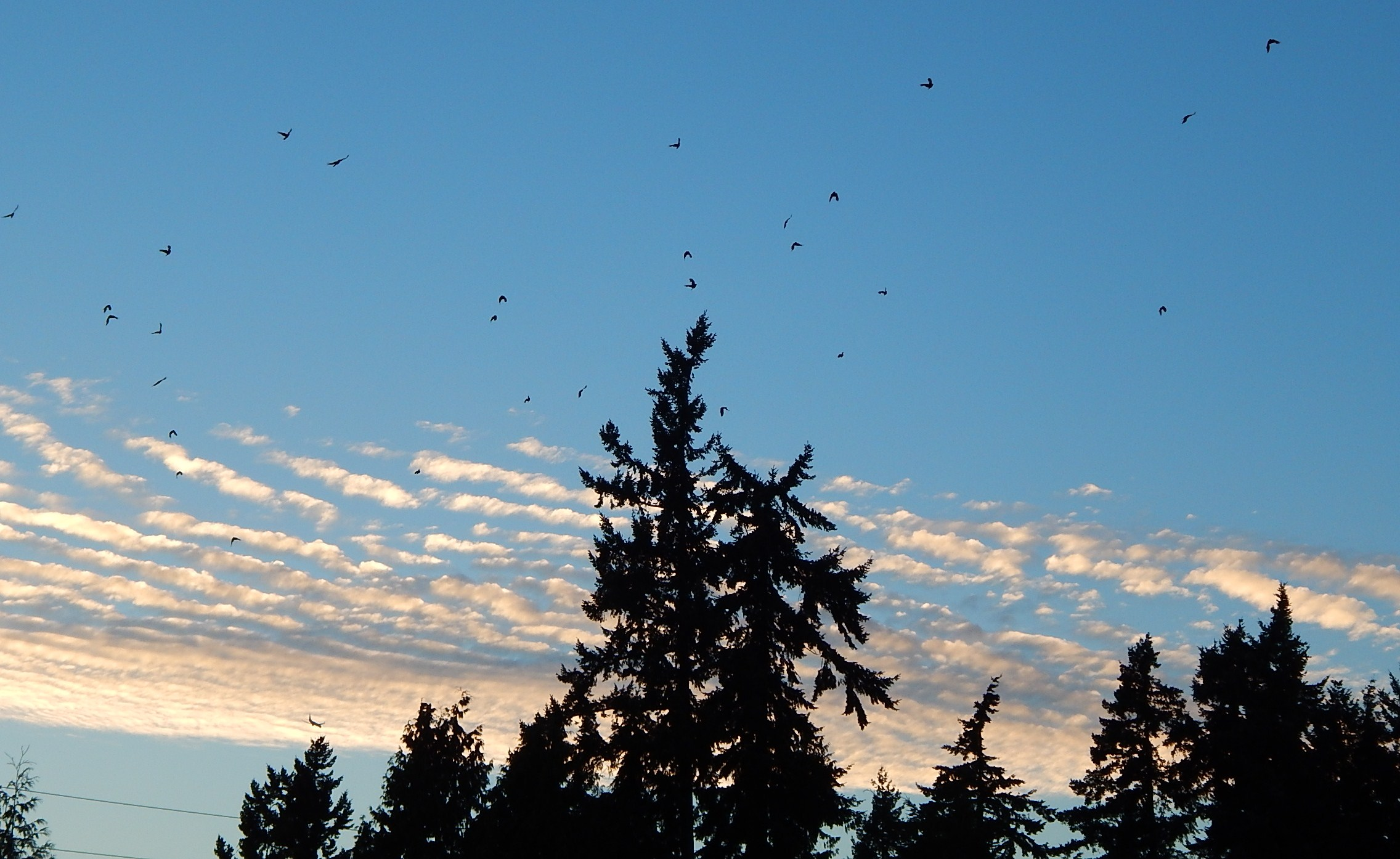
Stormo di corvi sulla Federal Way.

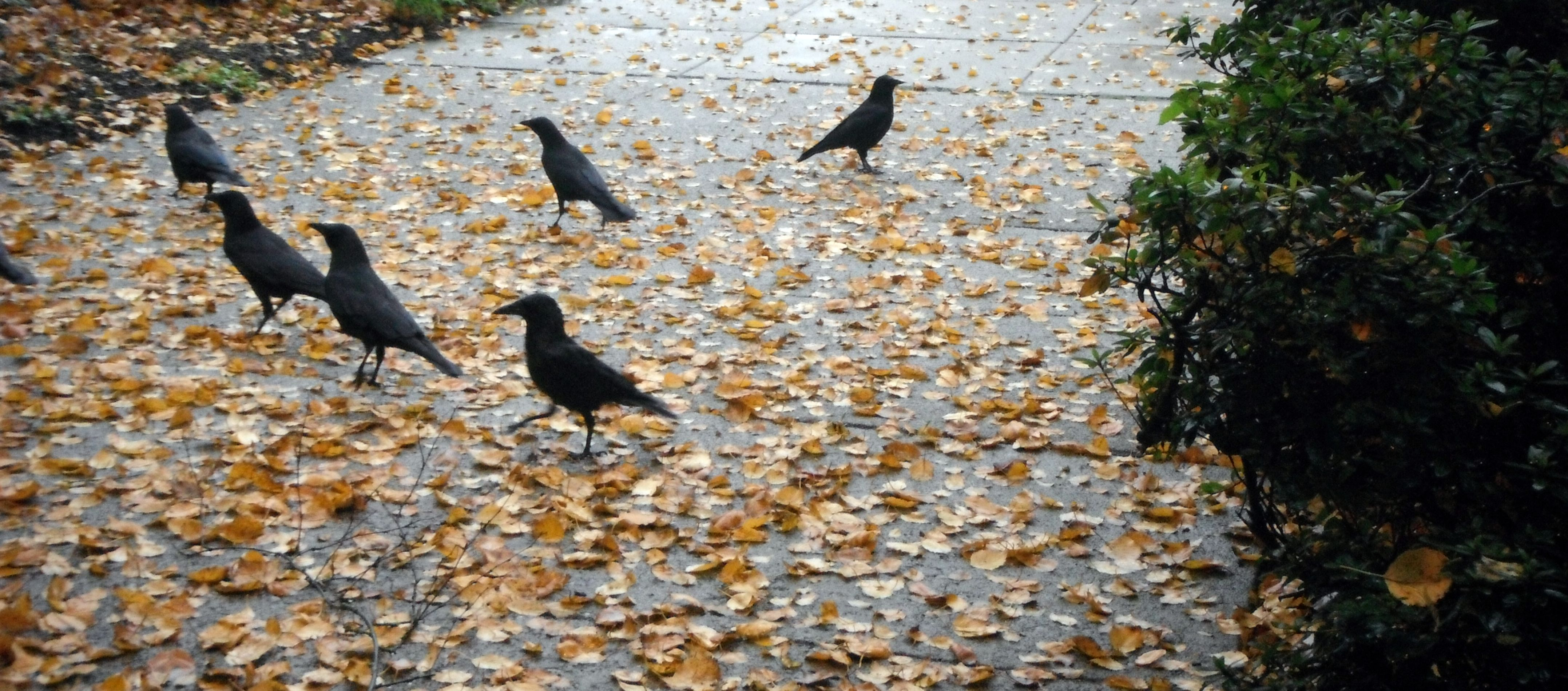
Gruppo al suolo a Maple Falls.

Come intuibile dal nome comune, la cornacchia del nordovest è diffusa nel nord della West Coast nordamericana, dove occupa una stretta fascia costiera (che comprende anche le isole e si estende al massimo per 120 km verso l'interno seguendo il corso dei fiumi) che si articola dalla costa meridionale dell'Alaska, grossomodo ad est dell'isola Kodiak, all'estremità nord-occidentale dello stato di Washington, attraverso l'Alberta sud-occidentale e la fascia costiera occidentale della Columbia Britannica.
Generalmente residente nell'ambito del proprio areale, la cornacchia del nordovest tende tuttavia all'infuori della stagione riproduttiva a compiere spostamenti anche rilevanti alla ricerca di cibo.
L'habitat di questi uccelli è rappresentato dalle aree costiere marittime e fluviali, sia sabbiose che rocciose, con presenza nell'entroterra di aree aperte ed alberate, fino a 1700 m di quota: le cornacchie del nordovest tendono a concentrarsi nei pressi di aree dove il cibo diventa abbondante, come pozze di marea, colonie riproduttive di uccelli marini e città portuali.